# Ben Whishaw
Benjamin John Whishaw (Clifton (Bedfordshire), 14 oktober 1980) is een Engels acteur.

## Biografie
Whishaw maakte in 1999 zijn film- en acteerdebuut als Private James Deamis in het oorlogsdrama The Trench. Sinds zijn debuut speelde Whishaw onder andere Keith Richards in Stoned, het moordende hoofdpersonage Jean-Baptiste Grenouille in Perfume: The Story of a Murderer, Sebastian Flyte in de boekverfilming Brideshead Revisited en dichter John Keats in Bright Star.
In 2012 was Whishaw te zien als Q in de James Bondfilm Skyfall, in 2015 in Spectre en in 2021 in No Time to Die.

## Prijzen
Whishaw kreeg meer dan vijf acteerprijzen toegekend, waaronder een British Independent Film Award voor meest veelbelovende nieuwkomer dankzij zijn titelrol in de Britse film My Brother Tom. In 2007 werd hij genomineerd voor een BAFTA Award voor het grootste aanstormende talent, waarna hij in 2013 een BAFTA TV Award won voor zijn hoofdrol in de televisieserie The Hollow Crown. Ook won hij in 2008 een Independent Spirit Award samen met de regisseurs en andere hoofdrolspelers van I'm Not There.

## Persoonlijk leven
Whishaw heeft een tweelingbroer, James. In 2012 ging Ben Whishaw een geregistreerd partnerschap aan met zijn vriend.

## Filmografie
*Exclusief televisiefilms en korte films
| - Peter Hujar's Day (2025) - Paddington in Peru (2024, stem) - Limonov: The Ballad of Eddie (2024) - Passages (2023) - Bad Behaviour (2023) - Women Talking (2022) - No Time to Die (2021) - Surge (2020) - The Personal History of David Copperfield (2019) - Little Joe (2019) - Mary Poppins Returns (2018) - Paddington 2 (2017, stem) - A Hologram for the King (2016) - In the Heart of the Sea (2015) - The Danish Girl (2015) - Suffragette (2015) - Spectre (2015) - The Lobster (2015) - Paddington (2014, stem) - Lilting (2014) | - Days and Nights (2014) - The Zero Theorem (2013) - Skyfall (2012) - Cloud Atlas (2012) - The Tempest (2010) - Love Hate (2009) - Bright Star (2009) - The International (2009) - Brideshead Revisited (2008) - I'm Not There (2007) - Perfume: The Story of a Murderer (2006) - Stoned (2005) - Layer Cake (2004) - Enduring Love (2004) - The Merchant of Venice (2004) - Spiritual Rampage (2002) - My Brother Tom (2001) - Mauvaise passe (1999, aka The Wrong Blonde) - The Trench (1999) |

## Televisieseries
*Exclusief eenmalige gastrollen
- Black Doves - Sam Young (2024-)
- This Is Going to Hurt - Adam Kay (2022, 7 afleveringen)
- Fargo - Rabbi Milligan (2020)
- A Very English Scandal - Norman Josiffe / Norman Scott (2018, drie afleveringen)
- London Spy - Danny (2015)
- The Hour - Freddie Lyon (2011-2012)
- Criminal Justice - Ben Coulter (2008, vijf afleveringen)
- Nathan Barley - Pingu (2005, zes afleveringen)